# Hostegesis
Hostegesis (825-864?) fue obispo de Málaga.

## Biografía
Obtuvo la mitra a la tierna edad de veinte años en el 845. La logró comprándola, a través de la simonía, y logró gran beneficio con ella. Cobraba las tercias y diezmos con gran violencia, más como sátrapa en reino recién conquistado que como obispo cristiano. Utilizaba las riquezas mal ganadas en lujos, banquetes y orgías en las que convidaba al rey moro. Disponía de guardia personal y la utilizaba contra sus propias ovejas. Dudaba de la inmortalidad del alma, y la futura resurrección de los muertos, vivió mal y transmitió la iniquidad a quienes le rodeaban. Obligó a muchos infelices a la apostasía, a los que se negaron los cargó con grandes tributos que fueron a parar a los reyes moros e incluso mandó desenterrar y profanar los cadáveres de los mártires para contrariar a los que seguían rebeldes. Se juntó con Romano y Sebastián, de la secta antropomofista, el primero siendo octogenario tenía un serrallo de concubinas, el segundo fue un adúltero público. Pronto comulgó Hostegesis en el antropomorfismo tras juntarse con estos sujetos. Así pues, pasó a proclamar que Dios es figura material y humana, afirmando que estaba el Hacedor en todas las cosas no por esencia, sino por sutileza, a lo cual añadía que el verbo se había encarnado en el corazón de la virgen y no en su vientre. Llegó a la impiedad de afirmar que la omnipotencia divina está en todas las partes, como la tierra, el agua, el aire o la luz, y que se halla igualmente en el profeta que vaticina, en el diablo que vuela por los aires, en los ídolos y hasta en los pequeños gusanos. Por lo tanto introduce la variedad de dioses. La iglesia mozárabe le obligó a abjurar, cosa que terminó haciendo para no perder riquezas.